# Comté de Renville (Dakota du Nord)
Pour les articles homonymes, voir Comté de Renville.
Le comté de Renville est un comté des États-Unis, situé dans l'État du Dakota du Nord.
Siège : Mohall.

## Démographie
| 1910  | 1920  | 1930  | 1940  | 1950  | 1960  |
| ----- | ----- | ----- | ----- | ----- | ----- |
| 7 840 | 7 776 | 7 263 | 5 533 | 5 405 | 4 698 |

| 1970  | 1980  | 1990  | 2000  | 2010  | - |
| ----- | ----- | ----- | ----- | ----- | - |
| 3 828 | 3 608 | 3 160 | 2 610 | 2 470 | - |

## Origines ancestrales
Les habitants du comté se déclarent comme étant principalement d'origine[réf. nécessaire]:
 Norvégienne: 41, 4 %
 Allemande: 39,3 %
 Irlandaise: 12,8 %
 Anglaise: 8,9 %
 Suédoise: 8 %
 Américaine: 3,9 %
 Nèerlandaise: 2,9 %
 Française: 2,8 %
 Ecossaise: 2,3 %